# Vera Ziegler
Vera Ziegler (* 9. November 1914 in Päwesin; † 12. Dezember 1996 in Berlin) war eine deutsche Galeristin, Verlegerin und Schauspielerin.

## Leben
Vera Zieglers Vater besaß in Wildau bei Königs Wusterhausen eine Apotheke, ihre Mutter war Erzieherin. Nach dem Abitur 1934 ließ sie sich zur Technischen Assistentin ausbilden und heiratete 1937. Seit 1940 lebte Vera Ziegler in Berlin und arbeitete als Mitarbeiterin in öffentlichen Bibliotheken und von 1974 bis 1979 am Osteuropa-Institut der Freien Universität Berlin.
In ihrer Berliner Altbauwohnung gründete sie 1960 die Galerie am Abend, in der sie bis 1969 regelmäßig Ausstellungen und Lesungen veranstaltete. In den Räumen der „Galerie am Abend“ gründete Victor Otto Stomps (1897–1970) 1967 seinen Verlag Neue Rabenpresse. Nachdem Stomps diesen Verlag aus Altersgründen aufgeben musste, gründete Ziegler den „Verlag der Galerie am Abend“, in dem verschiedene bibliophile Editionen erschienen, beispielsweise von Karl Oppermann und Uwe Reisner.
Seit 1981 wirkte Ziegler auch als Darstellerin auf dem Theater, zunächst bei freien Berliner Gruppen. 1990 wurde sie Mitglied des Ensembles Teatr Kreatur von Andrej Woron. Teile ihres Nachlasses befinden sich in der Stiftung Archiv der Akademie der Künste (Berlin).